# Cheilanthes quadripinnata
Cheilanthes quadripinnata là một loài thực vật có mạch trong họ Adiantaceae. Loài này được Kuhn miêu tả khoa học đầu tiên.